# 장수현
장수현(1955년 ~ )은 대한민국의 시인이다. 충청남도 연기군에서 태어났다. 시인은 《신문예》에 등단하여 문단에 나왔다. 저서로는 시집 《새벽달은 별을 품고》 및 다수의 동인시집 등이 있다. 현재 사단법인 한국문인협회 감사, 사단법인 한국문인협회 서울지회 감사, 사)한국불교문인협회 감사, 사)한국현대시인협회 회원, 사)국제PEN클럽한국본부 회원, 사)한국문협 은평지부 회원, 사)초록봉사대 글마을 지도교수, 사)초록 “길위의 인문학” 전임강사, 은평구문화예술위원회 회원, 인사동시인들 동인으로 활동하고 있다. 방춘문학상 본상 수상, 제2회 산림청주최 전국무궁화문학상공모 금상수상, 제27회 예총문화예술상을 수상하였다.

## 약력
- 사)한국문인협회 감사
- 사)한국문인협회 서울지회 감사
- 사)한국불교문인협회 감사
- 사)한국현대시인협회 회원
- 사)국제PEN클럽한국본부 회원
- 사)한국문협 은평지부 회원
- 사)초록봉사대 글마을 지도교수
- 사)초록 “길위의 인문학” 전임강사
- 은평구문화예술위원회 회원
- 인사동시인들 동인

## 저서

### 시집
- 《새벽달은 별을 품고》(책나라(도), 2006) ISBN 13-9788991431263

## 수상 경력
- 방춘문학상 본상 수상
- 제2회 산림청주최 전국무궁화문학상공모 금상 수상
- 제27회 예총문화예술상 수상

## 주요 언론 기사
- http://cafe.daum.net/illusionpoetry/JzaX/7?q=%C0%E5%BC%F6%C7%F6+%BD%C3%C0%CE '낮에는 해피플래너, 밤에는 시인'
- https://web.archive.org/web/20140912094527/http://car.donga.com/3/0111/20120429/45872797/1
- https://web.archive.org/web/20140912093104/http://www.readersnews.com/news/articleView.html?idxno=12843 숨은 벽(장수현)
- http://www.asiae.co.kr/news/view.htm?idxno=2012042909261552473
- http://www.ibulgyo.com/news/articleView.html?idxno=103525 제13회 한국불교문학상 시상식
- http://www.djtimes.co.kr/news/articleView.html?idxno=48365 당진문인협회 주최 청소년문학상 대상 최재현, 진민주 학생
- https://web.archive.org/web/20140912093654/http://ghelp.hihompy.co.kr/bbs/board.php?bo_table=notice&wr_id=930&page=3 무궁화문학상 수상
- https://web.archive.org/web/20140912095757/http://m.inews.seoul.go.kr/hsn/program/mobileHiSeoul/mobileArticleDetail.jsp?menuID=005002001&boardID=186842&category1=NC7&category2=NC7_4 휠체어도 함께 나선 길 위의 인문학!!
- http://www.ecolover.co.kr/detail.php?number=24318 한국문인협회 은평지부, ‘ 은평문학(제16호)’ 우수상 수상